# Кадук лапаський
Кадук лапаський (Myrmotherula grisea) — вид горобцеподібних птахів родини сорокушових (Thamnophilidae). Мешкає в Болівії та Перу.

## Опис
Довжина птаха становить 8-10 см, вага 8-10 г. Самець майже повністю сірий, за винятком темніших, коричнювато-сірих крил і хваста. Нижні покривні пера крил світло-сірі. Верхня частина тіла в самиці 

## Поширення і екологія
Виноградні кадуки поширені в східних Андах. Вони мешкають в Перу (регіони Куско і Пуно) та в Болівії (департаменти Ла-Пас, Кочабамба і Санта-Крус). Лапаські кадуки живуть в підліску і середньому ярусі юнги — вологих лісів андських передгір'їв, в заростях бамбуків роду Chusquea на висоті від 600 до 1650 м над рівнем моря. Зазвичай лапаські кадуки живуть вище, ніж споріднені з ними білобокі кадуки (Myrmotherula axillaris) і сиві кадуки (Myrmotherula menetriesii).

## Збереження
Цей вид раніше класифікувався як вразливий та як такий, що знаходиться під загрозою зникнення. Однак після того, як була знайдена популяція птахів в Перу, що значно збільшило ареал птаха, МСОП вважає цей вид таким, що не потребує особливих заходів зі збереження.